# Марко Бакич
Марко Бакич (серб. Marko Bakić, нар. 1 листопада 1993, Будва) — чорногорський футболіст, півзахисник бельгійського «Рояль Ексель Мускрон» та національної збірної Чорногорії.

## Клубна кар'єра
Народився 1 листопада 1993 року в місті Будва. Вихованець «Могрена». 17 квітня 2011 року в матчі проти «Грбаля» він дебютував у чемпіонаті Чорногорії. У своєму першому сезоні Марко став чемпіоном країни, втім зіграв лише у чотирьох іграх. У наступному сезоні став основним гравцем клубу.
30 серпня 2012 року перейшов у італійське «Торіно», яке придбало гравця у співволодінні з «Фіорентиною». 19 травня 2013 року в поєдинку проти «Катанії» він дебютував у Серії А. Втім цей матч так і залишився єдиним за туринський клуб.
20 червня 2013 року «Фіорентина» викупила другу половину прав на гравця в обмін на Алессіо Черчі, що відправився у зворотньому напрямку. Чорногорець дебютував за «фіалок» 29 серпня в матчі Ліги Європи проти «Грассгоппера» (0:1), вийшовши на 86 хвилині замість Матіаса Фернандеса. 22 вересня в матчі проти «Аталанти» Бакич дебютував за клуб у чемпіонаті. Втім і у цій команді виходив на поле вкрай нерегулярно, зігравшм за сезон лише 4 гри у Серії А, крім цього Марко провів 7 матчів у Лізі Європи, дійшовши з командою до 1/8 фіналу..
12 серпня 2014 року для отримання ігрової практики на правах оренди з правом викупу перейшов у клуб Серії Б «Спеція», за який протягом сезону зіграв 21 матч чемпіонату, а 28 грудня у поєдинку проти «Барі» забив свій перший і єдиний гол в Італії.
Влітку 2015 року Бакич повернувся у «Фіорентину», втім на передсезонних зборах отримав травму, через яку пропустив чотири місяці, після чого був переведений у дублюючу команду. 18 січня 2016 року він був відданий в оренду португальському «Белененсешу», де виступав до кінця року.
27 липня 2016 року Бакич підписав п'ятирічний контракт з португальською «Брагою». Втім і у цій команді стати основним чорногорець не зумів, через що здавався в оренди в клуб іспанської Сегунди «Алькоркон», а також знову у «Белененсеш».
Сезон 2018/19 провів в оренді у «Рояль Ексель Мускрон», після чого бельгійський клуб вирішив скористатися опцією викупу його контракту і уклав з чорногорцем чотирирічний контракт.

## Виступи за збірні
2011 року дебютував у складі юнацької збірної Чорногорії, взяв участь у 9 іграх на юнацькому рівні.
Протягом 2011—2014 років залучався до складу молодіжної збірної Чорногорії. На молодіжному рівні зіграв у 8 офіційних матчах, забив 1 гол.
15 серпня 2012 року у віці 18 років дебютував в офіційних іграх у складі національної збірної Чорногорії в товариському матчі проти збірної Латвії (2:0).
| Дата       | Місто       | Господарі  | Результат | Гості      | Турнір                               | Голи | Примітки |
| ---------- | ----------- | ---------- | --------- | ---------- | ------------------------------------ | ---- | -------- |
| 15-8-2012  | Подгориця   | Чорногорія | 2 – 0     | Латвія     | товариський матч                     | -    | 79'      |
| 14-8-2013  | Жодино      | Білорусь   | 1 – 1     | Чорногорія | товариський матч                     | -    | 45'      |
| 23-5-2014  | Сенець      | Словаччина | 2 – 0     | Чорногорія | товариський матч                     | -    | 51'      |
| 26-5-2014  | Гартберг    | Іран       | 0 – 0     | Чорногорія | товариський матч                     | -    | 72'      |
| 15-11-2014 | Подгориця   | Чорногорія | 1 – 1     | Швеція     | Відбір до ЧЄ 2016                    | -    | 46'      |
| 27-3-2015  | Подгориця   | Чорногорія | 0 – 3     | Росія      | Відбір до ЧЄ 2016                    | -    | 46'      |
| 8-6-2015   | Віборг      | Данія      | 2 – 1     | Чорногорія | товариський матч                     | -    | 75'      |
| 24-3-2016  | Пірей       | Греція     | 2 – 1     | Чорногорія | товариський матч                     | -    | 73' 75'  |
| 29-3-2016  | Подгориця   | Чорногорія | 0 – 0     | Білорусь   | товариський матч                     | -    | 74'      |
| 4-9-2016   | Клуж-Напока | Румунія    | 1 – 1     | Чорногорія | Відбір до ЧС 2018                    | -    | 68'      |
| 8-10-2016  | Подгориця   | Чорногорія | 5 – 0     | Казахстан  | Відбір до ЧС 2018                    | -    | 83'      |
| 23-3-2018  | Нікосія     | Кіпр       | 0 – 0     | Чорногорія | товариський матч                     | -    | 65'      |
| 7-6-2019   | Подгориця   | Чорногорія | 1 – 1     | Косово     | Відбір до ЧЄ 2020                    | -    | 59'      |
| 10-6-2019  | Оломоуць    | Чехія      | 3 – 0     | Чорногорія | Відбір до ЧЄ 2020                    | -    | 15'      |
| 10-9-2019  | Подгориця   | Чорногорія | 0 – 3     | Чехія      | Відбір до ЧЄ 2020                    | -    | 68'      |
| 5-9-2020   | Строволос   | Кіпр       | 0 – 2     | Чорногорія | Ліга націй УЄФА 2020-2021 - 1-й етап | -    | 33'      |
| 8-9-2020   | Люксембург  | Люксембург | 0 – 1     | Чорногорія | Ліга націй УЄФА 2020-2021 - 1-й етап | -    | 62'      |
| Усього     |             | Матчів     | 17        |            | Голів                                | 0    |          |

## Титули і досягнення
- Чемпіон Чорногорії: 2010–11